# Mlaka pri Kočevski Reki
Mlaka pri Kočevski Reki este o localitate din comuna Kočevje, Slovenia, cu o populație de 27 de locuitori.